# Strickland-Nunatak
Der Strickland-Nunatak ist ein großer Nunatak im westantarktischen Marie-Byrd-Land. Er ragt zwischen dem Savage- und dem Spear-Nunatak am Kopfende des Reedy-Gletschers auf.
Der United States Geological Survey kartierte ihn anhand eigener Vermessungen und mittels Luftaufnahmen der United States Navy aus den Jahren zwischen 1960 und 1964. Das Advisory Committee on Antarctic Names benannte ihn 1967 nach Ernest E. Strickland, Installateur auf der Byrd-Station im Jahr 1962.